# Eleccions municipals de 2023 a Ripoll
Les eleccions municipals de 2023 a Ripoll van ser unes eleccions locals que es van celebrar el diumenge 28 de maig de 2023 al municipi de Ripoll, com a part de les eleccions municipals espanyoles, per a elegir els 17 regidors de l'Ajuntament de Ripoll. El sistema electoral fa servir la regla D'Hondt amb representació proporcional, llistes tancades i una barrera electoral del 5% dels vots.

## Context
En l'anterior legislatura, la política va quedar marcada per l'entrada del partit d'extrema dreta Front Nacional de Catalunya amb la regidora Sílvia Orriols Serra.
En 2020, Orriols va marxar del seu partit i va fundar un altre amb una ideologia similar: Aliança Catalana.

## Sistema electoral
Les eleccions als ajuntaments a l'Estat espanyol estan fixades per celebrar-se el quart diumenge de maig cada quatre anys.
La votació per a l'assemblea local es basa en el sufragi universal, que comprèn tots els nacionals més grans de divuit anys, empadronats i residents al municipi de Ripoll i en ple ús dels seus drets polítics, així com els ciutadans europeus residents no nacionals i a aquells el país d'origen dels quals permeti als ciutadans espanyols votar a les seves pròpies eleccions en virtut d'un tractat. Els 17 regidors es trien mitjançant el mètode D'Hondt i una llista tancada de representació proporcional, i s'aplica a cada ajuntament una barrera electoral del cinc per cent dels vots vàlids, que inclou els vots en blanc.

## Candidatures
El 26 d'abril del 2023, la Junta Electoral de Zona de Puigcerdà va publicar les sis candidatures oficials per Ripoll en el Butlletí Oficial de la Província de Girona (BOPG):
| Partit polític | Partit polític                                                              | Cap de llista           | Resta de candidats |
| -------------- | --------------------------------------------------------------------------- | ----------------------- | --- |
|                | Alternativa per Ripoll - C.U.P. - Alternativa Municipalista (AxR-CUP-Amunt) | Daniel Vilaseca Lazaro  | Llista - Marian Medel Punzano - Joan Pericàs Rius - Rebeca Galavís Fragoso - Jordi Hostench Diaz - Maria Sanchez Erena - Ferran Llagostera Brugarola - Elisenda Salomó Casals - Anna Orriols Serras - Josep Caballero Colomer - Soukayna El Abdi Fakchich - Roger Jordà Sabatés - Andrea Jurado Fuentes - Adriel Garcia Mesa - Mariona Bertran Ania - Mercè Mauri Muntadas - Aitor Carmona Perez Suplents: Adrià Planas Carbonell, Cristina Toti, Llorenç Viñas Castro, Fèlix López De la Calle, Carles Diaz Callejo, Maria Alba Martínez Rubio, Santi Llagostera Güell, Rosalia Lázaro López |
|                | Junts per Ripoll - Compromís Municipal (CM)                                 | Manoli Vega Segura      | Llista - Josep Isern Truy (Compromís Municipal) - Maria Soldevila Miranda (Compromís Municipal) - Ferran Raigon Vera (Compromís Municipal) - Raimon Maideu Mir (Compromís Municipal) - Montsina Llimós Casaponsa (Compromís Municipal) - Pau Font Rodes (Compromís Municipal) - Núria Camps Casals (Compromís Municipal) - Maria Vilà Sancho (Compromís Municipal) - Lluís Pérez Guitart (Compromís Municipal) - Eudald Rabseda Anglada (Compromís Municipal) - Jordi Gumí Merino (Compromís Municipal) - Pierina Roig Gallart (Compromís Municipal) - Laura Moreno González (Compromís Municipal) - Ramon Santanach Pujol (Compromís Municipal) - Mariel Apaza Reynaga (Compromís Municipal) - Jordi Munell Garcia (Compromís Municipal) Suplents: Mireia Llagostera Vega, Albert Clotet Jordan, Magdalena Perramon Mir, Maria Dolors Vilalta Fossas, Josep Maria Creixans Pons, Maria Inmaculada Martin Soria |
|                | Partit dels Socialistes de Catalunya - Candidatura de Progrés (PSC-CP)      | Enric Perez Casas       | Llista - Ana Belen Aviles Ramos - Jordi Planadecursach Mir - Joaquin Merino Tarruella - Nuria Serra Roque - Sergi Parraga Ortega - Ruben Perez Ruiz - Nuria Bonshoms Alemany - Concepcion Dominguez Prieto - Elena Vilazeñor Carola - Jose Luis Bautista Fernandez - Montserrat Torrente Martinez - Anna Belmonte Prat - Domingo Gomez Mulero - Josefina Grañon Mulero - Andres Serrat Tarraco - Josefina Del Pozo Alvarez |
|                | Aliança Catalana (ALIANÇA.CAT)                                              | Sílvia Orriols i Serra  | Llista - Albert Santandreu Caro - Guillermo Barranqueras Aragón - Ana Isabel Flores Expósito - Gaspar Viñas Codina - Francesc Xavier Formatger Augé - David Subirana Campàs - Maria Dolores Orriols Armengou - Núria Canals Vila - Agustí Mas Solà - David Suárez Arnau - Jordi Font Navarro - Maria Pilar Cámara García - Ricard Roca Farran - Núria Orriols Armengou - Josep Torres González - Margarita Cabello Pla Suplents: Eudald Orri Graugés, Maria Alardi Bosch, Aina Martín Bartrina, Juana Pujol Oliva, Alexandra Moya Santamaria, Sandra Puigbó Coma, Miquel Hiraldo Gimbert, Ricard Font Blázquez, José Garcia Subirana |
|                | Esquerra Republicana de Catalunya - Acord Municipal (ERC - AM)              | Chantal Pérez Capdevila | Llista - Roger Bosch Capdevila - Rosa Martinez Pujol - Lluís Orriols Fàbregas - Clàudia Navío Jiménez - Ramon Canadell Pons - Carme Serrano Fernandez - Xevi Escribà Solà - Marina Bassaganya Aymerich - Jordi Masdeu Solà - Fadua Hamda Addaraa - Eudald Casas Vaqué - Lali Sunyer Mariné - Pol Foz Cordero - Sandra Montmany Fontanet - Quico Terradelles Palau - Teresa Jordà Roura - Eudald Pujol Arenas - Mateu Maymó Diviu Suplents: Santi Surroca Fossas, Susanna Mora Farrés, Sandra Bernal Vinyeta, Ramon Orriols Casas, Casilda Gómez De La Peña, Jordi Castillo Dagà, Ariadna Fuster Arimany, Roger Sala Ojeda |
|                | Som-hi Ripoll Independents del Ripollès-Independents de Catalunya (IdR-IDC) | Joaquim Colomer Cullell | Llista - Miquel Moreno Garcia - Neus Rabionet Rabasseda - Eudald Prat Pujol - Cristina Guillamet Saladrigas - Eudald Noya Tormo - Josep Selva Arderiu - Natàlia Sánchez Mateo - Rafael Jove Garcia - Maria Teresa Maestro Cuadrado - Oriol Putellas Puig - Maria Mas Montroig - Adrian Blasco Martinez - Olga Sellas Miró - Ramon S... |

## Resultats
Sílvia Orriols va guanyar les eleccions amb sis escons, però no va assolir la majoria absoluta. La manca d'entesa entre la republicana Chantal Pérez —que comptava amb el suport del PSC i la CUP— i Manoli Vega, de Junts, va permetre Orriols a prendre possessió del càrrec d'alcaldessa el 17 de juny.

## Conseqüències
El febrer de 2025, la secció local i la direcció nacional de Junts va rebutjar donar suport la moció de censura i va defensar «derrotar-la allà on la democràcia parla més clar que mai, que és a les urnes».